# Marcel Michaud
Pour les articles homonymes, voir Michaud.
Marcel Michaud (1898-1958), écrivain et directeur de galerie d'avant-garde à Lyon, fut de 1936 à 1939 l'animateur du groupe « Témoignage » qui réunit écrivains, musiciens, peintres (notamment Jean Bertholle et Jean Le Moal, plus tard Modest Cuixart) et sculpteurs (Étienne Martin et François Stahly).

## Biographie

### Enfance
Marcel Michaud naît le 24 janvier 1898 à Villefranche-sur-Saône. Son grand père maternel, maçon et ébéniste, participe à la restauration d'églises dans l'Ain. Son père, un moment ébéniste, et sa mère, épicière à Villefranche, y ouvrent après leur mariage en 1897 une fabrique de meubles.

### Formation et engagements syndicaux
À la mort de son père en 1908, Marcel Michaud quitte l'école sans passer son certificat et devient ouvrier outilleur à Villefranche. Installé à Lyon en 1916, il poursuit, le soir, des études avec un professeur. Engagé dans le milieu d'extrême gauche et les activités syndicales, il collabore à des journaux libertaires, Le Réveil de l'esclave ou Le Réveil libertaire. De 1916 à 1918 il travaille simultanément comme ajusteur-outilleur pour plusieurs sociétés de Villeurbanne. Avec l'écrivain Georges Navel il fonde en 1919 le mouvement Jeunesse ouvrière et travaille un moment à La Londe-les-Maures dans le Var puis revient à Lyon. En 1921 Marcel Michaud fonde avec Navel l'Université populaire, rencontre le musicien César Geoffray et publie un premier article consacré au peintre Albert Gleizes. Travaillant à partir de 1922 (jusqu'en 1928) aux établissements Robin, au classement puis aux opérations de douane, il est rapidement nommé directeur de secteur.

### Entrée dans la vie artistique lyonnaise
Marcel Michaud se marie en 1924 et rencontre le peintre Louis Thomas, proche collaborateur de Tony Garnier grâce à qui il fait la connaissance du docteur Émile Malespine. Neuropsychiatre, poète et peintre, celui-ci est directeur de la revue « Manomètre » (1922-1928), proche de Dada, qui publie des textes de Tristan Tzara, Michel Seuphor, Philippe Soupault, Benjamin Péret, Jean Arp, Piet Mondrian, Jorge Luis Borges. Michaud se lie simultanément avec le critique musical Léon Reymond qui l'incite à la lecture de René Guénon. Avec Malespine, Michaud crée en 1925 le « Donjon Théâtre », participant à ses spectacles (pièces de Michel de Ghelderode, Eugène O'Neill, Herwarth Walden, Miguel de Cervantès et Malespine) comme metteur en scène et acteur.
En 1928 Marcel Michaud part quelques mois à Paris où il travaille dans le secteur automobile mais ne parvient pas à y installer sa famille, rentre à Lyon et retrouve en 1929 un emploi à La-Londe-les-Maures. Entre 1928 et 1934, il publie dans l'hebdomadaire ouvrier « L'Effort » (« Organe du syndicat des maçons et aides de Lyon et banlieue », créé en 1927 des articles sur la vie sociale, des critiques de littérature, cinéma et arts plastiques, des poèmes, ainsi que des extraits de textes d'André Breton, Éluard et Le Corbusier. C'est alors qu'il entretient des rapports épistolaires avec Germaine Dulac, Marianne Oswald, Blaise Cendrars, rencontre Tony Garnier, se lie avec Albert Gleizes et Étienne Martin en 1930, prononce des conférences à la radio. Il crée en 1931 avec Malespine le premier club de cinéma à Lyon, le Donjon Section Films et écrit la même année une pièce de théâtre, Le Mur qui sera publié en 1937. Il rédige en 1932 à Moly-Sabata « Une belle agonie dans un cul de sac : le surréalisme ».

### Marcel Michaud - organisateur d'art
En 1932 et 1933 Marcel Michaud effectue plusieurs voyages en Suisse, rencontre Michel Seuphor et Moholy-Nagy, noue en 1933 des contacts, par l'intermédiaire de Malrspine, avec les milieux de recherches ésotériques (René Guénon, René Daumal et Le Grand Jeu). Il publie en 1933 un ouvrage sur le peintre Louis Thomas. Ayant négocié un contrat d'importation des créations de Marcel Breuer et d'Alvar Aalto, inspirés du courant Bauhaus, il ouvre un premier magasin de meubles modernes, « Stylclair », au 1 rue de l'Ancienne Préfecture. Il publie en septembre dans L'Effort un article sous le titre « Le Bel Adolf et l'art moderne » qui condamne l'attitude du nazisme face aux avant-gardes. À la suite de cette publication Jean Paulhan souhaite le rencontrer.

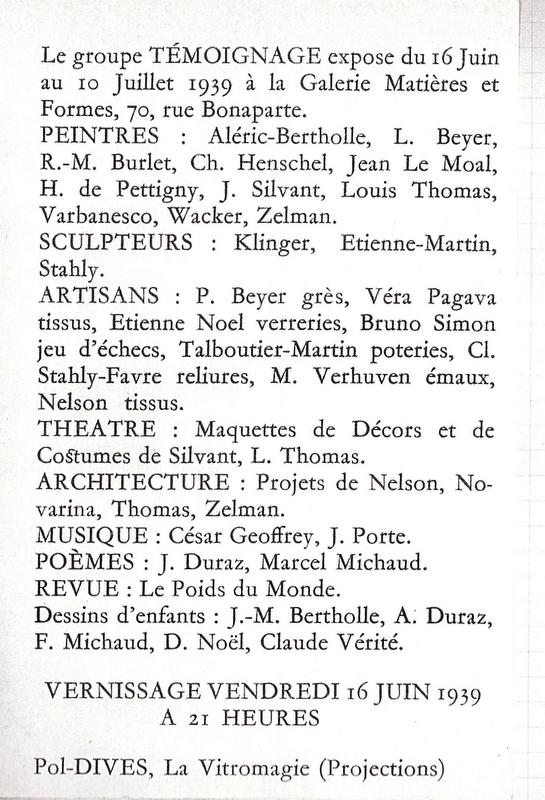
Deuxième exposition du groupe Témoignage à Paris

Marcel Michaud rencontre en 1934 l'architecte Maurice Novarina et Yvonne Zervos. En mars « Stylclair » s'installe au 43 rue de la Bourse et présente des réalisations, notamment, de Walter Gropius, Le Corbusier, Charlotte Perriand, Max Bill, mais aussi des objets d'artisanat (tissus, poteries, tapis, verrerie). Effectuant à partir de 1935 de nombreux déplacements à Paris, Michaud se lie avec les directeurs de galerie Pierre et Édouard Loeb, Yvonne et Christian Zervos, Max Kaganovitch, Kahnweiler, Suzanne et Pierre Vérité, les peintres Picasso et Max Ernst, les poètes René Char et Francis Ponge. Souhaitant organiser une exposition surréaliste au Salon d'automne de Lyon, projet qui ne pourra se réaliser, il entre en relation avec Éluard, Breton, Max Ernst, Roland Penrose. « J'ai déjà planté des jalons pour qu'à l'occasion de cette manifestation un petit groupe surréaliste se forme à Lyon », écrit Michaud en mai 1936. C'est ce petit groupe lyonnais et leurs amis parisiens de l'Académie Ranson qui sera exposé du 4 octobre au 15 novembre. Se trouvent ainsi réunies, à titre individuel, des œuvres, notamment, des peintres Jean Bertholle qui signe alors Aléric, Bissière, René-Maria Burlet, Charlotte Henschel, Kieffer, Jean Le Moal, Alfred Manessier, Camille Niogret, Jean Silvant, Louis Thomas, Nicolas Wacker et du sculpteur Étienne-Martin. C'est seulement peu après que Michaud nommera ce groupe « Témoignage ». En décembre il réunit un comité de rédaction pour la revue « Le Poids du Monde » qu'il fonde et dont le premier numéro en avril 1937 (quatre numéros jusqu'en 1940).  En juin il présente « Témoignage » à Grenoble, en septembre ferme « Stylclair » et préface en octobre « Témoignage », exposé à présent en tant que groupe, au Salon d'automne de Lyon.

### La galerie «Folklore» et la résistance artistique dans la Seconde Guerre mondiale
En janvier 1938 Michaud ouvre au 23 rue Thomassin la galerie « Folklore » dont Marc Barbezat (qui créera en 1940 L'Arbalète) organise la première exposition sous le titre Peintures préhistoriques. Michaud y exposera à partir de 1940 les artistes de « Témoignage », que René Breteau présente dès 1938 et 1939 à Paris. Durant l'été il séjourne avec Étienne-Martin chez Jean Le Moal à Saint-Pierreville en Ardèche. En octobre une troisième et dernière exposition de « Témoignage » a lieu au salon d'automne de Lyon. Michaud et plusieurs peintres lyonnais de « Témoignage » participent en septembre 1941 aux journées de Lourmarin, organisées par Emmanuel Mounier et Roger Leenhardt qui rassemblent de nombreux poètes, notamment Georges-Emmanuel Clancier, Pierre Emmanuel, Max-Pol Fouchet, Loys Masson, Claude Roy, Pierre Seghers, Lanza del Vasto.Claude Roy, Pierre Seghers.

#### Marcel Michaud et l'occupation
Face à la censure et à l'auto-censure, Michaud « fait preuve de courage et de vraie fidélité » ; il soutient des artistes qui se situent pleinement dans les champs d'application de la prohibition de la Propagandastaffel. Parmi les artistes juifs expatriés qu'il défend, on retrouve Georges Kars, Georges Goldkorn, Frédéric O'Brady ou Faïbich Zarfin. Il abrite également à Lyon une partie des biens de grands marchands juifs parisiens tels Katia Granoff, Pierre Loeb ou Max Kaganovitch.
Il installe au printemps 1941 sa galerie au 2, rue de Jussieu, au rez-de-chaussée. Cette situation se retrouve en novembre 1942 au plus près des autorités allemandes puisque le siège de l'état-major allemand réquisitionne l'hôtel Carlton, au 4, rue de Jussieu. Malgré cela, Michaud poursuit son entreprise de soutien à l'art contemporain, ce qui est, selon Stuccilli, un cas unique dans l'histoire des galeries résistantes en France.
Comme plusieurs membres du groupe Témoignage, il est séduit par les objectifs, au début évasifs, de la structure Jeune France ; la décentralisation, la communauté artistique, le retour à l'objet populaire, au folklore. Incité par Pierre Schaeffer, l'un des fondateurs de l'association, il adhère en octobre 1941 à Jeune France, alors dirigée par Schaeffer et Pierre Barbier. Il estime encore à cette époque que le gouvernement de Vichy « n'est pas un bloc, que le destin du régime n'est pas définitivement fixé et que certaines orientations peuvent être infléchies ». Il y adhère à l'époque où le gouvernement de Vichy réprouve les prises de position de Emmanuel Mounier et demande son éviction. Michaud s'engage alors immédiatement dans un soutien à l'intellectuel. En février 1942, il organise une exposition à la galerie Folklore sous le patronage de Jeune France, en accrochant des œuvres de trois artistes phares de Témoignage : Bertholle, Le Moal et Étienne-Martin, aux antipodes de l'exhibition concomitante et officielle des Colosses d'Arno Breker à l'Orangerie.
En février 1943, il prononce une conférence à l'Académie du Minotaure consacrée à Alfred Jarry durant laquelle il critique ouvertement Hitler, qu'il compare à Ubu.
En février 1944, les Allemands souhaitant sécuriser le Carlton, ils expulsent la galerie et les habitants environnants. Michaud la réinstalle 12, rue Terne. Il retrouve son emplacement initial en janvier 1945 grâce à l'entremise d'Eugène Claudius-Petit.
En mai 1944, il fuit Lyon à la suite de l'arrestation de son ami René Leynaud accompagné de Jean  Martin et de sa famille ; ils se réfugient à Saint-Cyr-de-Valorges.

### L'après-guerre et la galerie M.A.I.
La galerie « Folklore » retrouve ses locaux en 1945, avec l'aide notamment de Claudius-Petit et Marcel Michaud présente jusqu'en 1947 des expositions sous le signe de « Témoignage », substituant de nouveaux artistes au groupe fondateur, mais également, dans des expositions personnelles ou collectives, Gischia, Modest Cuixart, Fougeron, Manessier, Pignon, Singier, Tal Coat (1945), Bram van Velde (1946, 1949), Françoise Gilot (1953), Anne Dangar et régulièrement Jean Couty. À partir de sa réouverture en 1946 à Paris il dirige, personnellement puis en collaboration, la galerie M.A.I. (Meubles, Architectures, Installations) fondée 12 rue Bonaparte par Yvonne Zervos en 1939. Il y présente en mars la première exposition en France de Bram van Velde et publie La Gorge des Jours, recueil de poèmes écrits essentiellement dans les années 1920. Il participe à partir de 1947 à l'organisation à Lyon d'expositions et de conférences (l'abbé Maurice Morel sur Picasso). En 1950, avant de la quitter en 1951, Michaud rassemble à la galerie M.A.I. de Paris des œuvres d'Étienne-Martin, François Stahly, Marie-Thérèse Pinto et Juana Muller. 
En 1952, Michaud propose la participation d'Étienne-Martin à la réalisation du quartier corbuséen de Bron-Parilly (Rhône). Sur les conseils du galeriste, les architectes René Gagès et Franck Grimal confient au sculpteur la réalisation de l'église qui ne sera jamais construite. Deux ans plus tard, Michaud encourage l'architecte Maurice Novarina à faire appel à Étienne-Martin pour la décoration de l'église d'Audincourt (Doubs). En 1954 et 1955 il tient dans la revue Résonance une chronique de poésie qui recoupe ses émissions littéraires à Radio-Lyon.

### Postérité

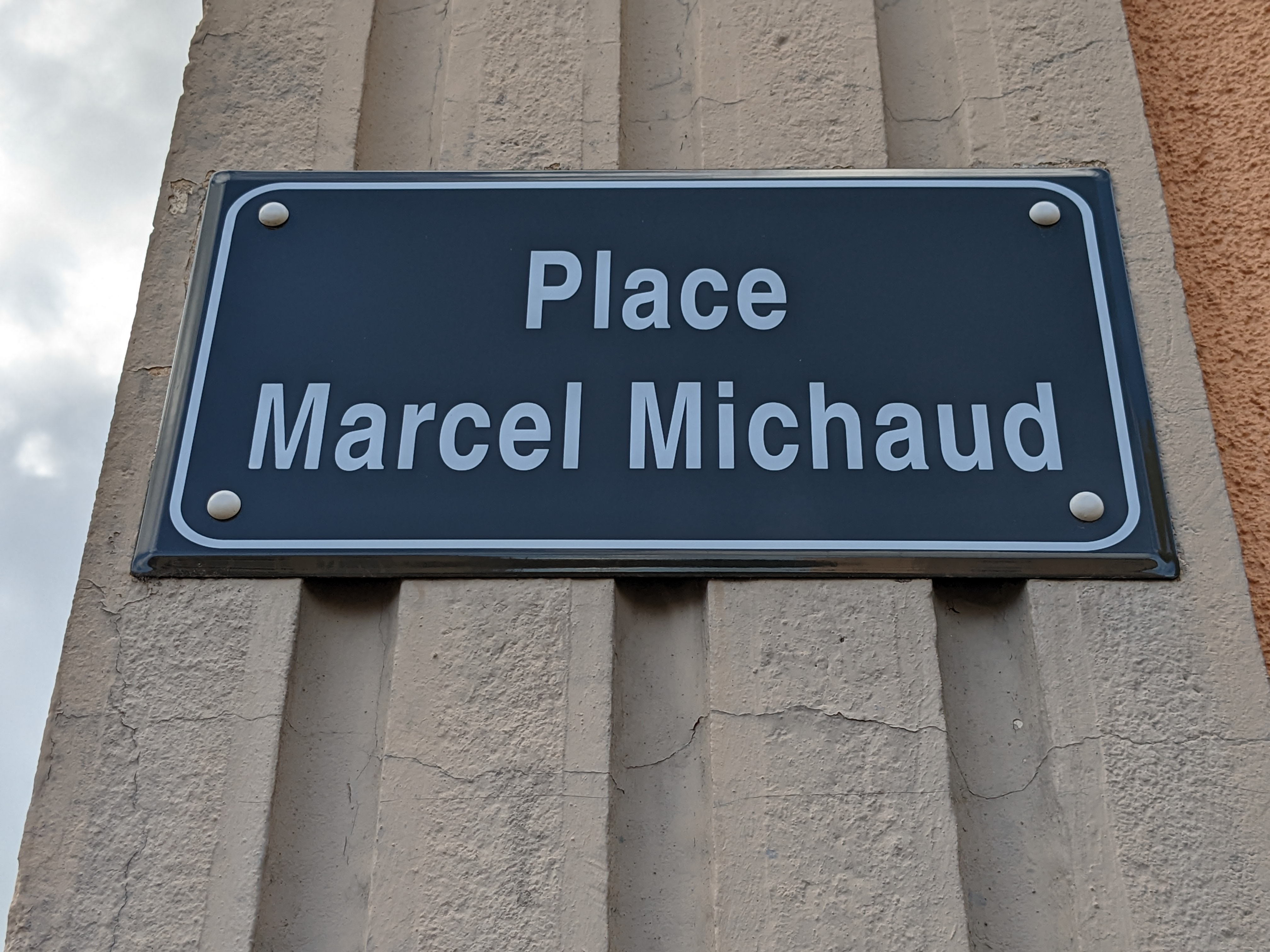
Une place de Villefranche-sur-Saône porte le nom de Marcel Michaud.

Après la mort de Marcel Michaud le 18 octobre 1958, sa femme Jeanne Michaud gèrera la galerie « Folklore » jusqu'à sa fermeture en 1968. Des expositions en hommage à Michaud seront présentées au salon du Sud-Est en 1959, au Musée des beaux-arts de Lyon en 1976, à l'Espace Lyonnais d'Art Contemporain en 1989, au Musée des Beaux-Arts de Lyon, de nouveau, en 2011.
Les musées de Lyon et de Saint-Étienne conservent plusieurs œuvres acquises auprès de Michaud (Braque, Picasso). Des œuvres de plusieurs peintres ayant appartenu au groupe « Témoignage » sont plus particulièrement conservées au Musée des beaux-arts de Lyon, notamment de Bertholle (La Spirale, 1939;Corsaire, 1952; Composition, 1953), Le Moal (notamment Composition picassique, 1935; Personnage assis 1936; Composition à l'as de cœur, 1938; Objets, 1950), Manessier (La Jeune musicienne, 1943; Angelus domini, 1947) et Étienne-Martin.
Après celui, en 1996, de La Sauterelle (surnom d'un modèle de l'Académie Ranson) d'Étienne-Martin(1933), Françoise Dupuy-Michaud, fille de Marcel Michaud, fait don au musée de Lyon de trente-quatre œuvres d'artistes défendus par son père et de l'ensemble de ses archives
,.

## Citation
« Lyon, ville-capitale, est rayée de la route des pèlerins passionnés du monde. Pourquoi ? Parce qu'au point de vue intellectuel et politique, depuis un quart de siècle règne dans cette ville une médiocrité omnipotente. À Lyon qualité = solitude. Qualité = solitude, savez-vous ce que cela veut dire ? Mais NOUS NE NOUS TAIRONS PAS.»
Marcel Michaud, dans « Le Poids du Monde », n° 1, 1937, p. 4

### Sources bibliographiques
: sources utilisées pour la rédaction de cet article
- Portrait souvenir de Marcel Michaud, La Vie Lyonnaise, n° 162, Lyon, 15 avril 1968, p. 28-49 [Textes de Marcel Michaud, témoignages de Albert Lenormand, Étienne Martin, Alfred Manessier, Lucien Chardon, Myriam Bos, Pierre Charbonnier, Jean Ferrier, René-Maria Burlet, Robert Droguet, Robert Ascain, Jacques Bouget, Max Schoendorff, Pierre Montheillet, Veyron La Croix, Suzanne Varbanesco, Maurice Ferréol, René Chancrin, Louis Thomas, Jean Couty, Andrée Le Coultre et Päul Régny, Claude Idoux, François Stahly, Maurice Novarina, Maurice Allemand, Camille Niogret, Jean-Jacques Lerrant].
- Groupe Témoignage, 1936-1943, Musée des Beaux-Arts, Lyon, 1976.
- Bernard Gavoty, Marcel Michaud, personnalité mythique du milieu de l'art Lyonnais dans les années 1930-1950, Mémoire de maîtrise sous la direction de M. Mady Menier, Université Lyon II, 1989.
- Jean-Jacques Lévêque, Les années folles 1918-1938, le triomphe de l'art moderne, ACR Édition, 1992, 660 p. (ISBN 9782867700545).
- Marcel Michaud, Lyon, 1933-1958, Stylclair, Groupe Témoignage, Galerie Folklore, textes de Bernard Gavoty, Espace Lyonnais d'Art Contemporain, Lyon, 1989 (76 p.)  (ISBN 2906709271).
- Jean-Jacques Lerrant, Marcel Michaud, découvreur de talents, dans "Le Monde", 14-15 mai 1989.
- Françoise Thomas de Closmadeuc / Perrot, Témoignage un groupe d’artistes « lyonnais » entre 1936 et 1940, mémoire de maîtrise d'Histoire de l'Art sous la direction de Gilles Chomer, Lyon, Université Lumière Lyon II, 1998.
- Michel-Georges Bernard, Jean Le Moal, Éditions Ides et Calendes, Neuchâtel, 2001 [Témoignage : p. 42-51]  (ISBN 2825801801).
- Alain Vollerin, Le groupe Témoignage de Lyon, Mémoire des Arts, Lyon, 2001 (120 p.)  (ISBN 2-912544-16-5) (BNF 38936104).
- Laëtitia Blanchon-Gaudin, Regard sur Témoignage, mémoire de master I d'Histoire de l'art sous la direction d'Annie Claustres, Lyon, Université Lumière Lyon II, 2010.
- Le Poids du monde. Marcel Michaud (1898-1958), sous la direction de Laurence Berthon, Sylvie Ramond et de Jean-Christophe Stuccilli, Lyon, musée des Beaux-Arts, Lyon, Fages éditions, 2011, 320 p.  (ISBN 9782849752517)
- Jean-Christophe Stuccilli, À propos de Marcel Michaud, 1958-1958, dans L'Atelier d'Étienne-Martin, sous la direction de Sylvie Ramond et de Pierre Wat, musée des Beaux-Arts de Lyon, 22 octobre 2011 - 23 janvier 2012, Hazan éditions, p. 238-243
- Jean-Christophe Stuccilli, « Étienne Martin architecte. À propos du projet de l'église de la Trinité de Bron-Parilly », Sculptures, no 1, septembre 2014, p. 57-65  (ISBN 9791024001852)
- Jean-Christophe Stuccilli, « L'Art en résistance : la galerie Folklore de Marcel Michaud sous l'Occupation : villes et métropoles à l'épreuve du conflit », dans Isabelle von Bueltzingsloewen, Laurent Douzou, Jean-Dominique Durand, Hervé Joly, Jean Solchany, Lyon dans la Seconde guerre mondiale, Rennes, Presses universitaires de Rennes, coll. « Histoire », 2016, 361 p. (ISBN 978-2-7535-4359-1, BNF 44499152)
- Jean-Christophe Stuccilli, Jean Martin (1911-1966), peintre de la réalité, Paris, Somogy, 2016, 320 p.  (ISBN 9782757210529). L'auteur développe particulièrement les liens de ce peintre lyonnais avec Marcel Michaud, mais aussi avec Marc Barbezat, Émile Picq, René Deroudille ou encore Robert Morel.
- Jean-Christophe Stuccilli, « Stylclair, Folklore et la galerie MAI : le dessein moderne de Marcel Michaud », dans L'Art de Lyon, sous la direction de Philippe Dufieux et de Jean-Christophe Stuccilli, Paris, Place des Victoires éditions, 2017, p.378-379.

### Filmographie
- Exposition Marcel Michaud, ELAC, entretien avec Bernard Gavoty, Mémoire des Arts, Lyon, 1989 (34,23 minutes).